# 選択条項受諾宣言

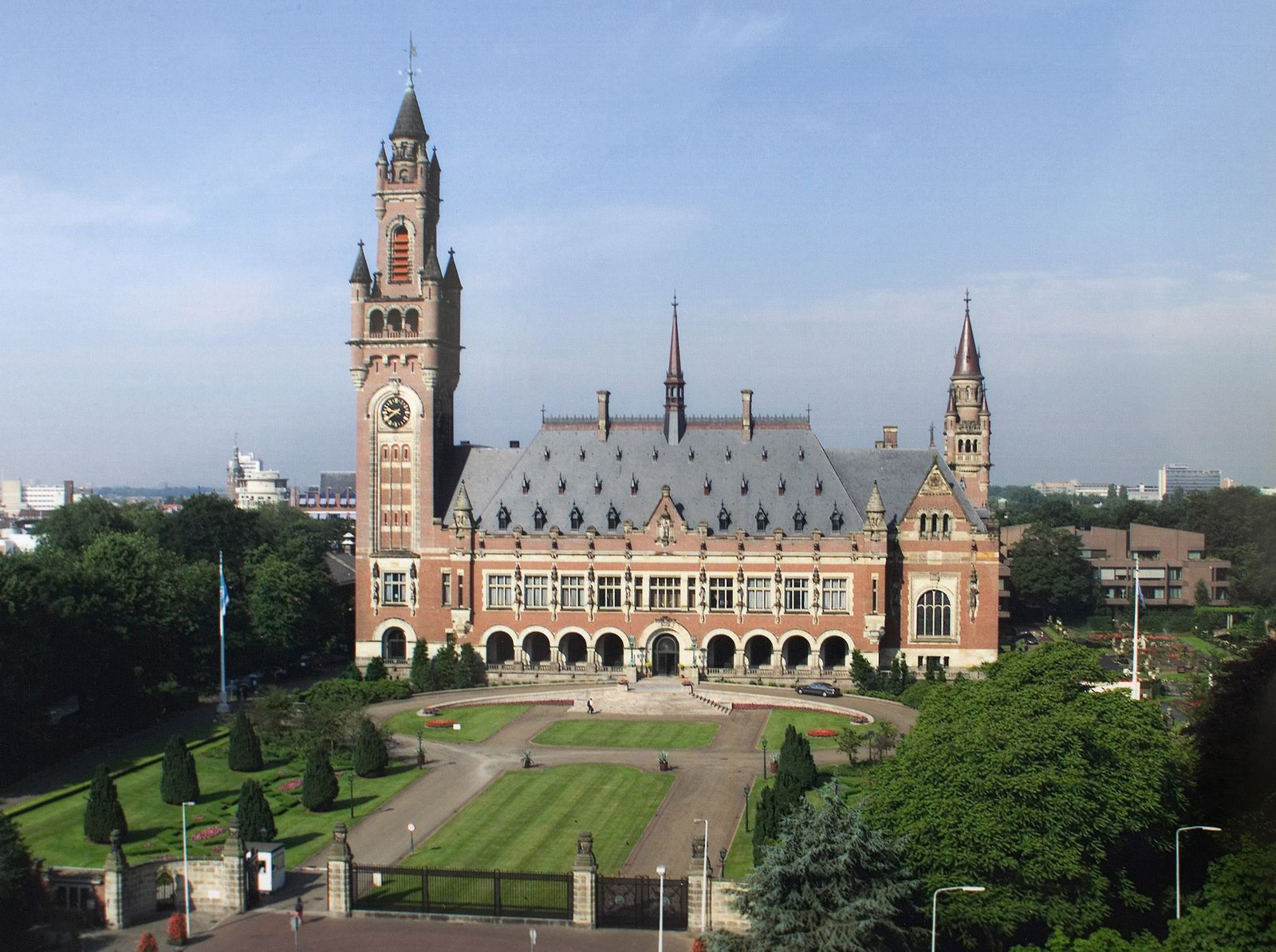
国際司法裁判所が置かれた平和宮。

国際司法裁判所の選択条項受諾宣言（せんたくじょうこうじゅだくせんげん）は、国際司法裁判所(以下ICJ)の強制管轄権を受諾するICJ規程当事国の宣言である。強制管轄受諾宣言とも言う。この宣言を行った国は、同一の義務を受諾する他の国に対する関係において、当然かつ特別の合意なしに、ICJの強制管轄権に服することとなる(ICJ規程36条2項)。宣言を行った国同士では同一の義務を受諾している範囲内においてICJの強制管轄権が設定されることとなる（相互主義）。ICJの管轄権は当事国の合意に基づくことが原則であり、強制管轄権が認められるこの選択条項受諾宣言による方式は例外的といえる。ICJに訴えが提起されても管轄権が認められない場合、ICJは本案に関する審理を行うことができない。

## 強制管轄権
紛争当事国がICJに事件を付託したのち、相手方当事国がICJに事件を審理する管轄権が存在しないとする抗弁を行ってICJがその抗弁を認めれば、事件の本案について審理は行われない。ICJの管轄権は紛争当事国の合意に基づいて初めて設定可能な任意管轄が原則であり、強制管轄が認められるのは例外的な事例にあたる。そのような例外的に認められる強制管轄権の中でも特に重要な方式が選択条項である。
国際裁判においては、あらかじめ裁判所の管轄を義務的であると宣言していた国家間で強制裁判管轄権が設定されることがあり、そのような宣言を可能とする条約上の条項を選択条項という。ICJにおいてはICJ規程36条2項がこの選択条項にあたる。そのICJ規程36条2項を以下に引用する。

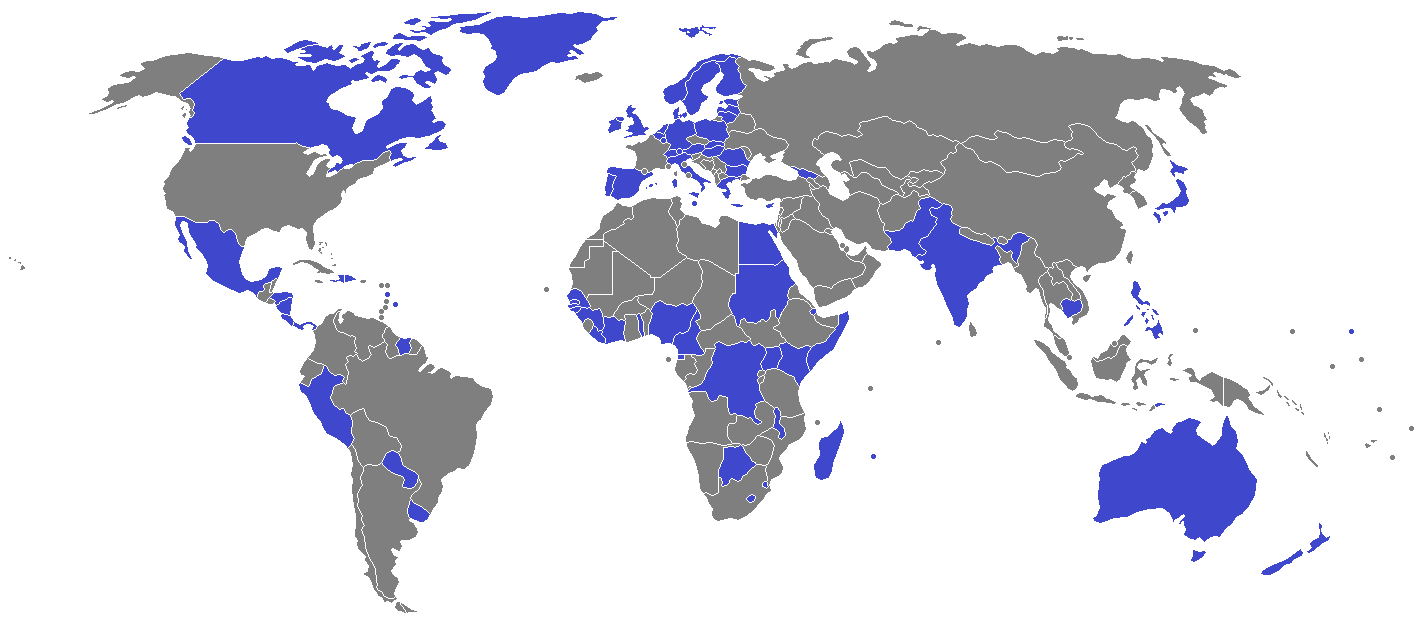
青色がICJの選択条項受諾宣言を行っている国。（2023年6月にはイランも宣言している）

強制管轄権が設定される場合には、他国に事件を一方的に付託された国には応訴義務が生じることとなる。このような選択条項は、紛争当事国による任意の付託を原則とする国際裁判を、裁判所が一般的な強制管轄権を有する国内裁判に近づけようとするものであり、常設国際司法裁判所の時代に導入された。もし仮にすべてのICJ規程当事国が宣言を行っていれば、一方の当事国の提訴があったときは他方の当事国の同意なしにICJは管轄権を行使できることとなり、国内裁判における裁判所の管轄権と同様の管轄権をICJも行使できるはずであった。しかし国際司法裁判所にこのような強制管轄権を認めることに対しては根強い反対意見もあり、ICJの選択条項受諾宣言を行っている国は一部に限られている（右地図も参照）。上記規程36条2項により同規程の当事国は、「法律的紛争」についてICJの強制管轄権を受諾することをいつでも宣言できる。「同一の義務を受諾する他の国に対する関係において」とは、宣言を行った国同士では同一の義務を受諾している範囲内においてICJの強制管轄権が設定されるとする相互主義を規定したものである（#相互主義参照）。

## 留保
ICJの選択条項受諾宣言を行う国々は、様々な留保を付して宣言を行うことが多い。宣言に留保が付されると、留保を付された範囲内においてICJの強制管轄権が排除されることとなり、一方の紛争当事国の宣言に付された留保は相手方当事国も援用することが可能となる（相互主義）。宣言に留保を付すこのような慣行は、できるだけ多くの国々がICJの強制管轄を受諾することを促進する目的で認められてきたものである。しかし実際には、ICJの管轄権義務化の目的に逆行するような留保が付される場合もある。以下のように留保はその内容によって「時間的留保」、「事項的留保」に大別される。

### 時間的留保
例えば、宣言の対象となる紛争を「受諾宣言の日以後に発生する」法律的紛争に限定するものがこの時間的留保にあたる。このような留保について問題となったのが1959年のインターハンデル事件である。インターハンデル事件においてアメリカの宣言には宣言の日以後に発生する紛争にICJの管轄権を限定する時間的留保が付されていたにもかかわらず、原告国スイスがICJに付託した紛争は宣言発効日以前に生じた紛争であったとして、被告国アメリカはICJには管轄権がないと主張したのである。これに対してICJは、紛争を生じされるに至った事実と紛争そのものを峻別し、受諾宣言の日以前に紛争は生じていなかったとしてアメリカの主張を却下している。

### 事項的留保
特定事項に関する紛争をICJの強制管轄から除外する留保を事項的留保という。例えばICJ以外の紛争解決手段に付託することで合意した紛争をICJの強制管轄から除外する旨の留保はこの事項的留保に当たる。こうした事項的留保の中でも、自国が本質上国内管轄事項であると決定する紛争を除外するなど、ICJの管轄から除外される事項的範囲を自国が主観的に決定することができる旨を定めた留保を自動的留保、または自己判断留保という。このような自動的留保は、1946年のアメリカによる宣言に付された「コナリー修正」が最初であったが、自動的留保については管轄権の有無に関するICJの決定権を奪うものであるとして批判する見解もある。

#### コモンウェルス留保
コモンウェルス加盟国間の紛争をICJに付託しないことを基本とする留保をコモンウェルス留保という。もともとコモンウェルス内部では枢密院司法委員会による紛争解決が予定されていたことに由来する。こうした特定の連帯関係に基づく留保も事項的留保のいち態様と言える。2013年11月現在でバルバドス、カナダ、インド、ケニア、マルタ、モーリシャス、イギリス、すでにコモンウェルスを脱退したガンビアの8カ国がコモンウェルス留保を宣言している。例えば選択条項受諾宣言を管轄権の根拠としてパキスタンがインドを一方的に提訴した1999年8月10日航空機事件ICJ判決では、この留保を援用してICJの管轄権を否定するインドの主張をICJが認めたことがある。

### 相互主義
同一の義務を受諾している範囲内において裁判所の強制管轄権が設定されるとする相互主義（#強制管轄権参照）により、紛争当事国の一方が宣言に付した留保は相手国も援用することが可能となり、ICJの強制管轄権が狭められることとなる。その結果、より広くICJの管轄権を受諾した国は、自国の宣言にはないが相手国の宣言の中にだけある留保を援用することが認められる。こうした場合には、紛争当事国双方の受諾宣言が一致する範囲で、かつ、より狭い強制管轄を受諾した側の宣言の範囲内でICJの管轄権が存在することとなる。例えば1957年のノルウェー公債事件では、原告国フランスの宣言に付されていた「この宣言はフランス共和国政府の理解するところにより本質上その国内管轄事項に属する事項に関する紛争には適用されない」とする自動的留保を被告国ノルウェーが援用し、ICJには管轄権がないとしたノルウェーの主張をICJは認め、ICJの管轄権は否定された。フランスは自国が付した留保によって結果的に敗訴することとなったのである。このように選択条項受諾宣言の留保は、自国の利益のためになされるものであるが、ときとして「ブーメラン効果を持つ諸刃の剣」ともなり得るものである。